# Кашкин, Юрий Сергеевич
Юрий Сергеевич Кашкин (23 июля 1921, дер. Бабкино, Мологский уезд, Рыбинская губерния — 14 января 1995, Рыбинск) — советский, российский педагог. Народный учитель СССР (1979).

## Биография
Юрий Кашкин родился 23 июля 1921 года в деревне Бабкино (ныне урочище в Рыбинском районе Ярославская области).
Учился в Мологской средней школе им. Н. Крупской. По комсомольской путёвке в 1938 году был направлен на учёбу в Ленинградское военное училище. Учёба в училище была прервана, в декабре 1939 года был досрочно выпущен и направлен на войну с белофиннами. Был командиром взвода 96-го артполка 90-й стрелковой дивизии.
Возвратился в училище в апреле 1940 года, которое окончил в октябре 1940 года. После окончания училища работал в качестве офицера 216 авиабазы Ленинградского военного округа. Участник войны, защитник Ленинграда с первого дня войны и до её окончания. Воевал во 2-й дивизии Народного ополчения Ленинграда, был командиром взвода. При защите Ленинграда дважды был тяжело ранен и каждый раз возвращался в свой полк. Получив третье ранение был демобилизован из рядов Советской Армии в ноябре 1945 года в Рыбинск как инвалид войны.
В 1952 году окончил Ярославский педагогический институт им. Ушинского.
В Рыбинске работал в дошкольном педагогическом училище. Был заведующим военным отделом Ворошиловского РК КПСС, директором средней школы рабочей молодежи № 3. Географ по образованию, работал учителем физкультуры.
С 1958 года — бессменный депутат городского Совета. 1960 — делегат Всероссийского, в 1968 году — Всесоюзного съезда учителей.
В 1958 года стал основателем и директором Рыбинской школы-интерната № 2. Сделал свою школу-интернат одним из лучших образовательных учреждений в Советском Союзе. В  школе-интернате был открыт музей «Боевой славы» и действовал штаб «Поиск». Следопыты к 40-летию Победы собрали большой материал о ветеранах 246 стрелковой дивизии, формировавшейся в Рыбинске.
В школе-интернате каждый год в январе проводятся Кашкинские чтения. Приходят и приезжают учителя, воспитатели, известные выпускники интерната, среди которых бывший военком Рыбинска Михаил Скобелев, доктор технических наук Андрей Асланов, профессор Александр Рыжов, генерал Валерий Размустов, писатель-краевед, кандидат исторических наук капитан I ранга Владимир Овчинников, автор книги о прославленном флотоводце Федоре Ушакове, профессор, проректор Ярославского педагогического университета имени К.Д. Ушинского Михаил Новиков, лётчик гражданской авиации Владимир Ковш.
Многие выпускники школы-интерната продолжили педагогическую профессию. Среди выпускников есть герои: лётчик Николай Лесков, служил в Афганистане, погиб во время боя в Чечне; пилот Геннадий Неустроев, погиб в мирное время, у самолёта отказали двигатели, спасая экипаж пожертвовал своей жизнью.
С волнением делились воспоминаниями бывшие ученики и коллеги Юрия Сергеевича Кашкина, многим напомнили кадры кинохроники слова Учителя:

Педагогика – это на 90 процентов любовь и ласка, которая отдаётся ребёнку. Тыкать во все носом, проверять, перепроверять – это не педагогика. Это так... беспомощность. Сознательность – вот первый кит, на котором мы стоим. А ещё самостоятельность и заинтересованность...
Юрий Сергеевич умер 14 января 1995 года в Рыбинске. Похоронен на Южном кладбище.

## Награды и звания
- Заслуженный учитель школы РСФСР (1960)
- Народный учитель СССР (1979)
- Орден Ленина
- Два ордена Красной Звезды
- Орден «Знак Почёта»
- Орден Отечественной войны I степени
- Медаль «За оборону Ленинграда»
- Отличник народного просвещения РСФСР (1971)
- Почётный гражданин Рыбинска (1984)[2][3]

## Память
- Рыбинской школе-интернату № 2 присвоено имя Ю. С. Кашкина. На здании учебного корпуса открыта мемориальная доска с текстом «В этом здании с 1958 по 1987 год работал первый директор школы-интерната № 2, Народный учитель СССР, Почётный гражданин г. Рыбинска Кашкин Юрий Сергеевич (1921-1995)»[3].
- В 2001 году о Ю. С. Кашкине был снят фильм, его голос звучит на плёнке в школьном музее. 14 декабря 2002 года день памяти Юрия Сергеевича Кашкина[2].